# Eumecosomyia hambletoni
Eumecosomyia hambletoni är en tvåvingeart som beskrevs av Steyskal 1966. Eumecosomyia hambletoni ingår i släktet Eumecosomyia och familjen fläckflugor.
Artens utbredningsområde är Guatemala. Inga underarter finns listade i Catalogue of Life.